# Black Moth
Black Moth (с англ. — «Чёрная моль») — английская стоунер-рок/метал группа из Лидса. Среди музыкантов, оказавших влияние на их творчество, значатся Black Sabbath, The Stooges, Mastodon, Red Fang, Pissed Jeans, Drunk in Hell, Kvelertak, Uncle Acid & the Deadbeats, Turbowolf, Blacklisters, Nick Cave and the Bad Seeds, Swans, Bo Ningen, Goat and Arabrot и L7.
Группа выпустила три полноформатных альбома, все из которых спродюсировал Джим Склавунос (Grinderman, Nick Cave and the Bad Seeds). Изначально группа была квартетом, но в 2014 году к ней присоединился гитарист Нико Кэрью, который в 2015 году покинул группу, чтобы сосредоточиться на своей другой группе (X-Ray Cat Trio), и впоследствии был заменен Федерикой Джиаланце. Обложку для второго альбома, Condemned to Hope, создал Роджер Дин. Альбом получил смешанные и положительные отзывы от таких авторитетных сайтов, как TeamRock, Prog и PopMatters.
В сентябре 2019 года группа объявила о завершении своей деятельности, запланировав прощальный концерт на 6 декабря того же года.

## Дискография
Альбомы
- The Killing Jar (2012)
- Condemned to Hope (2014)
- Anatomical Venus (2018)

Синглы
- "The Articulate Dead" (2010)
- "Black Moth" / "XM-3A" (split single, 2011)
- "Savage Dancer" / "Tree of Woe" (2013)
- "Sisters Of The Stone" (2018)